# Trinia frigida
Trinia frigida är en växtart i släktet Trinia och familjen flockblommiga växter. Arten är en perenn ört och förekommer på Balkan.